# Giovanni Antonio da Brescia

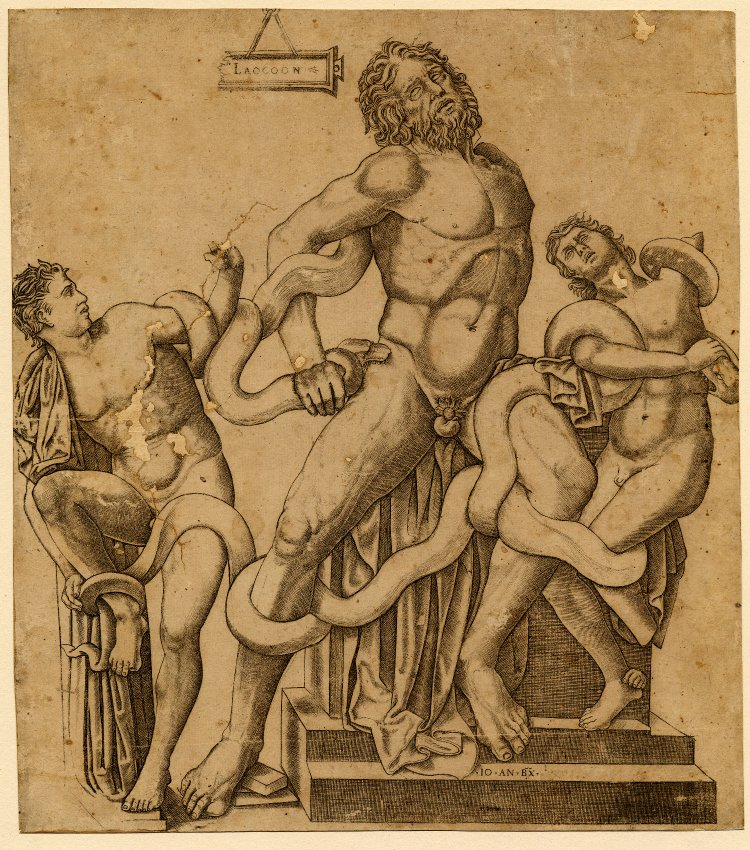
Laocoonte, copia de la célebre escultura helenísitica hallada en Roma en 1506, firmada io an bx. Se trata probablemente de la primera copia del grupo, invertida y anterior a la restauración del brazo derecho del anciano. Londres, British Museum.

Giovanni Antonio da Brescia (¿Brescia?, h. 1460-Roma, h. 1523) fue un grabador italiano del Renacimiento, fundamentalmente conocido por sus reproducciones de composiciones de Andrea Mantegna. También se le recuerda por ser, probablemente, el primer artista que dibujó y grabó la escultura del Laocoonte y sus hijos tras su hallazgo en Roma en 1506.  

## Vida y obra
No se tienen datos documentales de este grabador, cuyo nombre tampoco es citado por ninguna fuente antigua. Su biografía solo es posible reconstruirla a partir de veintisiete grabados a buril firmados con su nombre o anagrama, de los que solo tres van fechados entre 1507 y 1516. Incluso se piensa que la primera parte de su producción podría haber sido atribuida a otro artista. Desde la exposición dedicada a Andrea Mantegna en 1992 (Londres, Royal Academy y Nueva York, Metropolitan Museum) se asume por una parte de la crítica que los grabados con las iniciales Z. A. son suyos, y no de un tal Zoan Andrea. La Z sería efectivamente inicial de Zoan (Juan o Giovanni en dialecto veneto), pero la A lo sería de Antonio y no de Andrea. La cuestión, sin embargo, no está cerrada y es rechazada por otra parte de la crítica que advierte discordancias cronológicas y estilísticas entre las estampas firmadas de uno y otro modo.
Nacido presumiblemente en Brescia, Giovanni Antonio hubo de instalarse hacia 1475 —o 1490— en Mantua, donde ya entonces trabajaba con éxito el prestigioso Andrea Mantegna. Según S. Boorsch (Mantegna and his printmakers), habría empezado grabando copias de diseños del maestro, firmándolas con las iniciales Z.A., presentes en una veintena de buriles; entre ellas destaca una Danza de mujeres. También se le atribuye[¿quién?] Dos mujeres, chocante escena de contenido aparentemente lésbico, inusual para la época.
Al fallecer Mantegna en 1506, Da Brescia optó por mudarse a Roma aunque prosiguió grabando reproducciones de obras suyas. A partir de 1507 empezó a firmar con su nombre latinizado, «IO AN BX» (Ioannes Antonius Brexianus), iniciales que figuran en una cartela en el Hércules y Anteo, copia de un boceto (ahora en los Uffizi) que Mantegna seguramente había ideado para la Cámara de los esposos de Mantua, «IO AN B», en su copia invertida del panel central del Quos ego! de Marcantonio Raimondi según Rafael. «IO. AN. BRIXIAN», en la Venus en un paisaje, a partir de una antigua escultura, la Venus félix, libremente interpretada, o «IO. ANTON. BRIXIANV.» en la Flagelación de Cristo, lámina abierta por dibujo propio —con influencia de Antonio Pollaiuolo— y fechada en 1509, la única de las veintisiete firmadas en la que aparece esta firma, la más completa que se le conoce.
Entre sus copias de Mantegna se pueden citar otras como Hércules matando al león, Judit con la cabeza de Holofernes, La Virgen dando de mamar al Niño y la serie de Los triunfos del César, cuyos lienzos originales pertenecen actualmente a la Royal Collection de Isabel II de Inglaterra y se custodian en Hampton Court. Sin embargo, Da Brescia no se limitó a este maestro y reprodujo obras de otros artistas, como un Entierro de Cristo de Rafael Sanzio y el Gran caballo de Durero, con cambios significativos sobre el original. Del maestro alemán copió también El hijo pródigo, La tentación de la pereza y el buril titulado La familia del sátiro, la primera obra fechada con su firma (1507); un ejemplar de ella se conserva en la Biblioteca Nacional de España en Madrid.
Da Brescia también grabó relieves de la antigua Roma, capiteles y una serie de Doce paneles decorativos verticales (similares a grutescos). El grabador alemán Daniel Hopfer copió algunas de estas planchas.
Punto y aparte merece su copia del Laocoonte y sus hijos; tras el hallazgo de la escultura en Roma en 1506, habría sido Giovanni Antonio da Brescia el primero que la dibujo y la grabó, ayudando a darla a conocer rápidamente por Europa. También grabó hacia 1515 el Torso de Belvedere, famosa estatua incompleta que influiría a infinidad de artistas como Miguel Ángel y Rubens. La última obra datada, en marzo de 1516, son cuatro estampas invertidas o en espejo copiadas del Quos ego! de Marcantonio Raimondi según Rafael, ilustraciones de la Eneida de Virgilio.
Sus estampas fueron empleadas como modelos por artistas de varios gremios. Un ejemplo de ello es el plato de mayólica conservado en el Museo Walters de Baltimore.
Existen grabados suyos en múltiples museos y bibliotecas de todo el mundo, como el Museo Británico de Londres, el Ashmolean Museum de Oxford, el Museo de Arte del Condado de Los Ángeles (LACMA) y el Art Institute de Chicago.